# New Worlds Mission

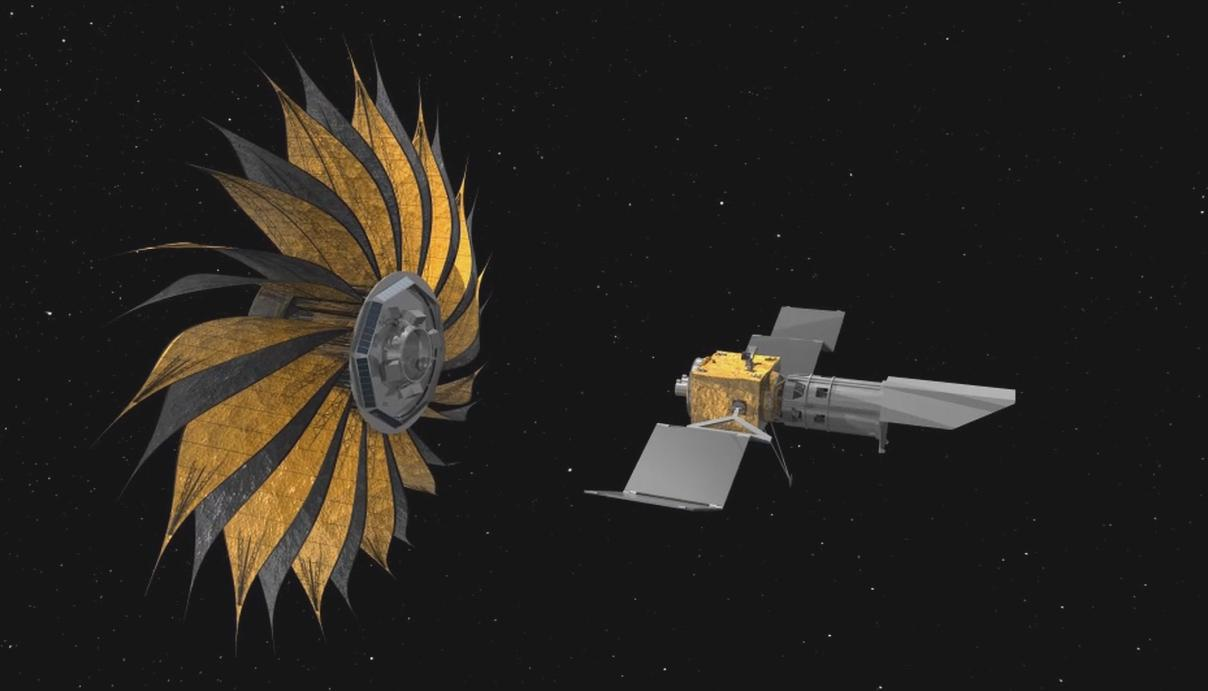
«Звездный зонт» и телескоп во время развертывания.

New Worlds Mission — проект, финансируемый NASA и возглавленный доктором Вебстером Кэшом из Университета Колорадо вместе с «Ball Aerospace», «Northrop Grumman» и Юго-западным Научно-исследовательским институтом. Проект планирует построить большой «зонт»/ширму, спроектированную для блокирования света звёзд с целью наблюдения их планетных систем. Наблюдения могут вестись с помощью существующего космического телескопа, возможно, телескопа Джеймса Вебба, запуск которого планировался на осень 2021 года, или специального космического телескопа видимого диапазона, оптимально спроектированного для обнаружения экзопланет.

## Цель
В настоящее время прямое обнаружение экзопланет чрезвычайно затруднено. Перед астрономами стоят две трудности:
1. Экзопланеты чрезвычайно малы по сравнению с расстоянием до них. Для того, чтобы непосредственно наблюдать экзопланеты, нужны телескопы с очень высокой разрешающей способностью, которую не удаётся получить с помощью наземных телескопов.
2. Экзопланеты чрезвычайно тусклы по сравнению с их центральными звёздами. Как правило, звезда приблизительно в миллиард раз ярче обращающейся вокруг неё планеты. В результате почти невозможно увидеть планеты на фоне яркого света звезды.

Первой экзопланетой, которую удалось сфотографировать, была 2M1207b. Система 2M1207 очень непохожа на Солнечную. Планета находится на большом расстоянии от звезды, приблизительно 55 а. е.. Кроме того, сама звезда — тусклый коричневый карлик. Обнаружение планет, подобных земле, способных к поддержке жизни, современными средствами невозможно.
Чтобы преодолеть проблемы с различением планеты в ярком свете яркой звезды, New Worlds Mission будет блокировать свет звезды при помощи «зонта».

## Дизайн
Традиционные методы поиска экзопланет полагаются на косвенные средства обнаружения невидимых спутников. Эти методы включают:
- Астрометрия — наблюдение колебаний положения звезды из-за гравитационного влияния планеты
- Наблюдение Доплеровского сдвига спектра звёзд под влиянием орбитального движения планеты
- Наблюдение падения блеска звезды из-за прохождения экзопланетой диска звезды (транзит).
- Тайминг пульсара
- Гравитационное микролинзирование

Всеми этими методами удалось получить убедительные свидетельства существования экзопланет, однако ни один из них не обеспечивает фактического изображения планеты.
Цель «New Worlds Mission» состоит в том, чтобы блокировать свет изучаемой звезды при помощи ширмы. Это позволило бы прямое наблюдение планет в месте их выхода «из-за» искусственно затемнённой звезды. Место ожидаемого наблюдения экзопланет определяет саму форму ширмы. Из-за возможной дифракции ширма имеет форму цветка, диска с лепестками по кругу, похожего на подсолнух, размещённого на расстоянии 50 тысяч километров от телескопа наблюдения. Оптимальный диаметр диска — несколько десятков метров. Ширма будет доставлена на орбиту в сложенном виде и развёрнута наподобие солнечных батарей, используемых на космических аппаратах.
Эта методика позволила бы картографировать планетные системы в пределах 10 парсек (приблизительно 32 световых лет) от Земли. Предположительно в пределах такого расстояния может существовать несколько тысяч экзопланет.

## Текущее состояние
Вебстер Кэш получил 400 000 долларов для предварительной разработки проекта в октябре 2005. Предложение было представлено NASA в начале 2006.
В феврале 2008, NASA выделило 1 миллион долларов на разработку «зонта». Официальный сайт сначала прекратил обновляться с 2009 года, на сайте NASA осталась только ознакомительная страница о проекте Starshade (страница на сайте университета до сих пор существует). В 2014 году был собран тестовый вариант козырька Starshade. Судя по статьям исследователей, связанных с этим проектом, фокус сместился на схожие проекты, обладающие большей перспективой (например, в 2018 году был запущен телескоп TESS). Финансирование проекта прекратилось, но исследования для разработки этого проекта по прежнему продолжаются. Проектом занимаются инженеры NASA JPL.